# Bairro Sul
 (mai 2023).
 (mai 2023).
Si vous disposez d'ouvrages ou d'articles de référence ou si vous connaissez des sites web de qualité traitant du thème abordé ici, merci de compléter l'article en donnant les références utiles à sa vérifiabilité et en les liant à la section « Notes et références ».

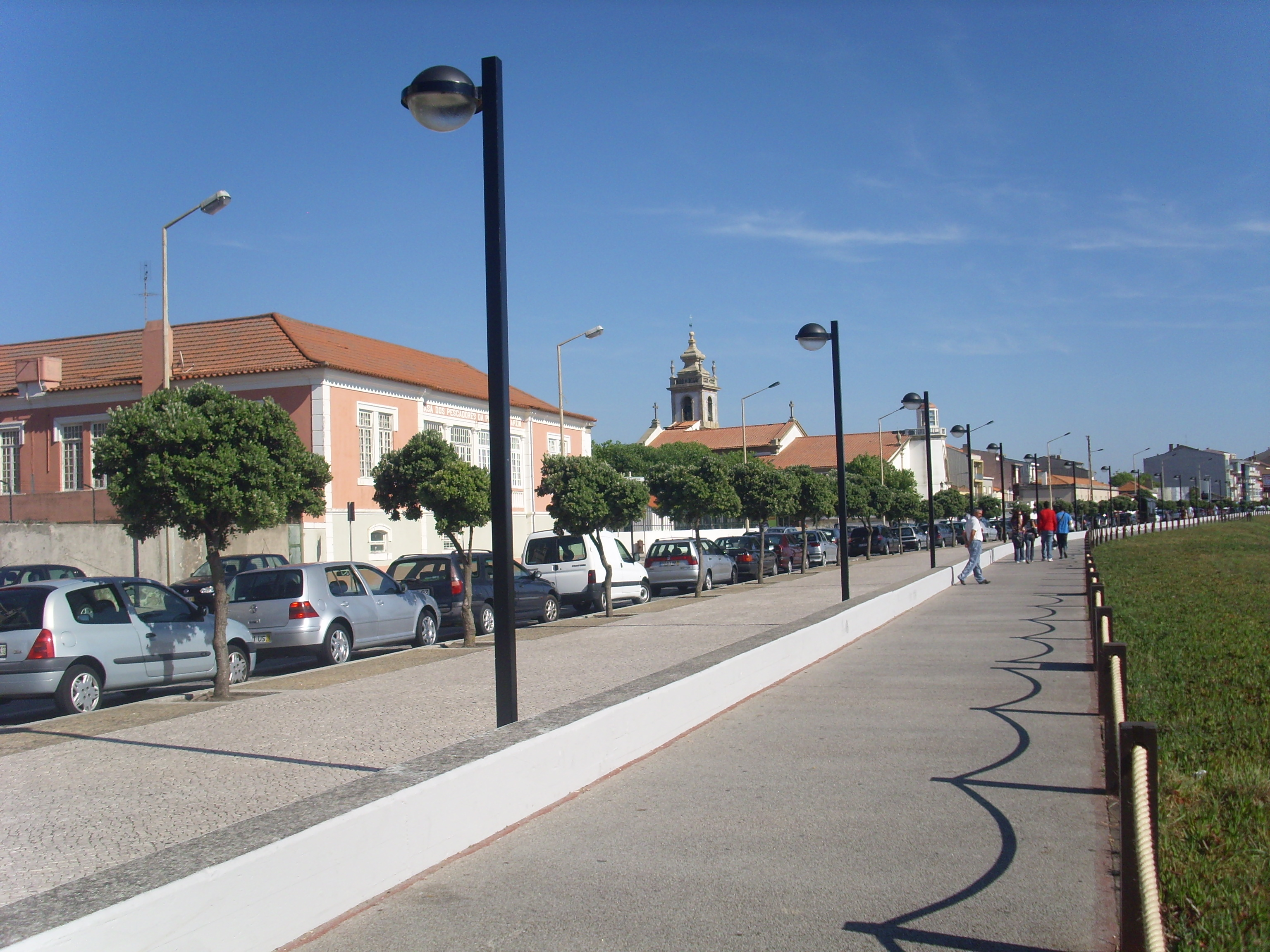
Maison des pêcheurs (Casa dos Pescadores) et église de Lapa sur l'avenue Descobrimentos sont les édifices qui caractérisent le Bairro Sul

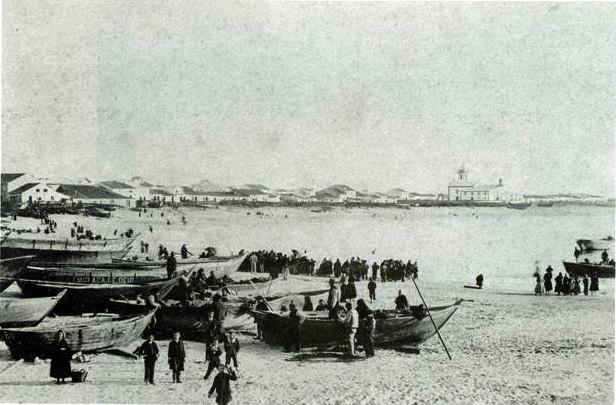
Vue du quartier vers 1836

Le Bairro Sul, littéralement le quartier sud, également connu sous le nom de Lapa, est le quartier des pêcheurs de la ville de Póvoa de Varzim au Portugal. C'est l'un des six quartiers traditionnels de Póvoa de Varzim et l'une des onze parties dans lesquelles la ville est divisée. Le quartier est situé au sud de Póvoa de Varzim. Ses couleurs sont le vert et le blanc et son symbole est la "Lancha Poveira", également symbole de la ville.

## Histoire

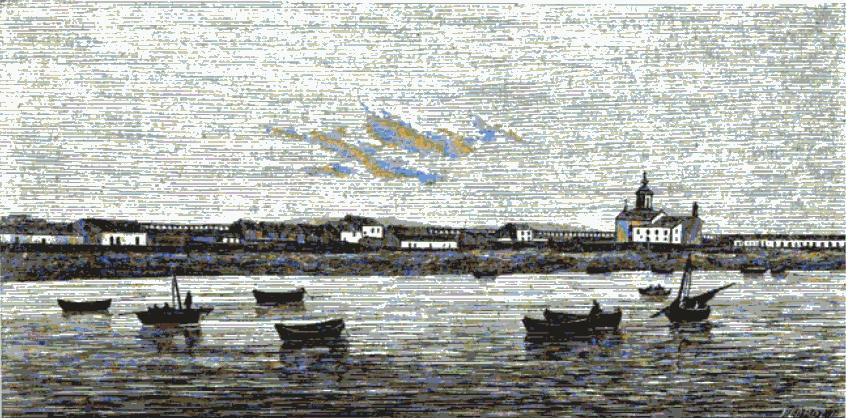
Vue du quartier depuis la baie abritée en 1868.

Au XVIIe siècle, la mairie décide de concentrer la population des pêcheurs, qui se trouvaient dispersés dans le Bairro da Matriz. La structure des rues parallèles à la côte de Bairro Sul, qui est aussi connue sous le nom de "colmeira dos pescadores" (ruche des pêcheurs), était déjà raisonnablement développée au XVIIe siècle. Cette population était divisée du reste de la population, formant des groupes de pêcheurs, les deux principales étant les lanchões, élite de la pêche, et les sardinheiros, la plus pauvre. La Confraria de Nossa Senhora da Lapa, Amparo dos Homens do Mar (Confrérie de notre dame de Lapa, soutien des hommes de la mer) fondée en 1761 par les pêcheurs demande la redevance des « chãos de areia » (sol de sable) pour que leurs maisons soient autorisées à y rester, en 1767.
Raul Brandão décrit le quartier comme "deux allées sur le sable, des terriers d'esquimaux, noirs, enfumés, puant le poisson, avec des poteaux suspendus sur le sable, et des rayons séchant au soleil pour la nourriture d'hiver". Lorsque la communauté de pêcheurs de Póvoa a prospéré au XVIIIe siècle, le quartier a commencé à s'étendre jusqu'à Poça da Barca, toujours autour de l'Enseada da Póvoa (crique de Póvoa), que certains documents historiques ont placée dans le territoire de la ville de Vila do Conde.

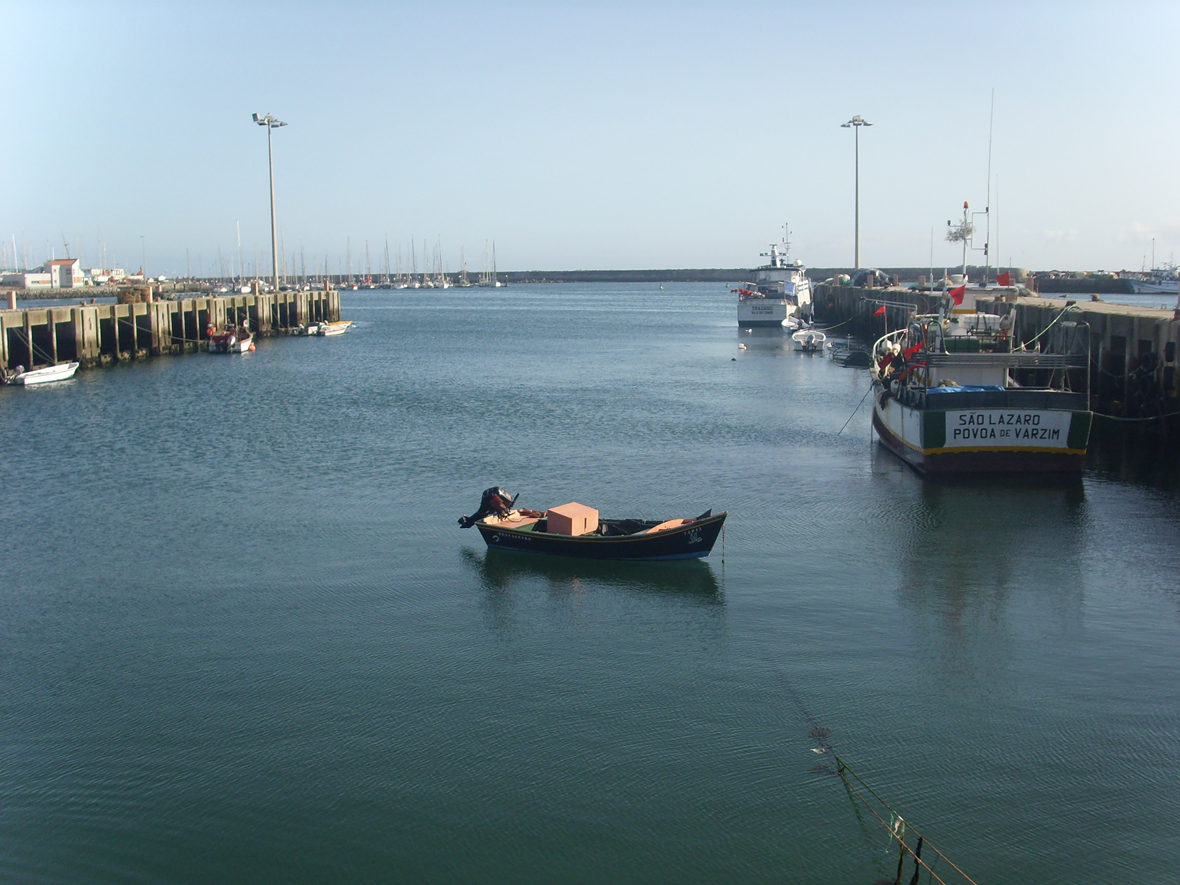
Le port maritime de Póvoa de Varzim a été construit sur la baie abritée dans les années 1930.

En 1853, due à la dimension de Póvoa de Varzim, plus grande que plusieurs villes, la mairie propose la création de la paroisse de Lapa, étant donné que la Póvoa était à cette époque divisée en quatre districts. En 1858 a été suggéré la création de la nouvelle commune qui inclut ce quartier et les places de Poça da Barca, Regufe et Gandarinha, jusqu'à la limite de la Poça da Barca, où se situe aujourd'hui la chapelle de Seigneur des Navigateurs, lieux dans le territoire de Vila do Conde. Une commission a été nommée, avec une autre de Vila do Conde, qui présenterait le projet. Le 15 Mars 1858, le Gouvernement Civil déclara que la Póvoa devrait échanger les emplacements de la Cerca et Quintela de Argivai (car ces derniers sont contigus avec Vila do Conde), pour ceux de Poça da Barca et Refuge, comme cela avait été demandé. Cependant, le lendemain, une nouvelle déclaration a déclaré nuisible à Vila do Conde une telle annexion, bien que la population de Poça da Barca ait également demandé l'annexion.
À la fin du XIXe siècle, avec la surpêche par des bateaux à vapeur autorisés par le gouvernement national, notamment avec le filet à petites mailles qui capture même les poissons juvéniles, l'abondance de poissons qui avait conduit à la prospérité de la communauté a commencé à diminuer de manière significative, créant de graves problèmes sociaux et l'émigration des pêcheurs. Toujours au cours de ce siècle, la communauté s'était déjà étendue sur d'autres territoires de Vilacondense, formant les Caxinas (zone de pêche à Vila do Conde), qui augmenteront de manière significative avec les pêcheurs du quartier nord, au XXe siècle. Les paroisses religieuses, sans cachet civil, apparaissent au XXe siècle, la paroisse de Lapa, qui n'incluent que le Bairro Sul de Póvoa, apparaît en 1935. En 1944, la paroisse de Caxinas et Poça da Barca est créée par séparation de Vila do Conde.

## Géographie

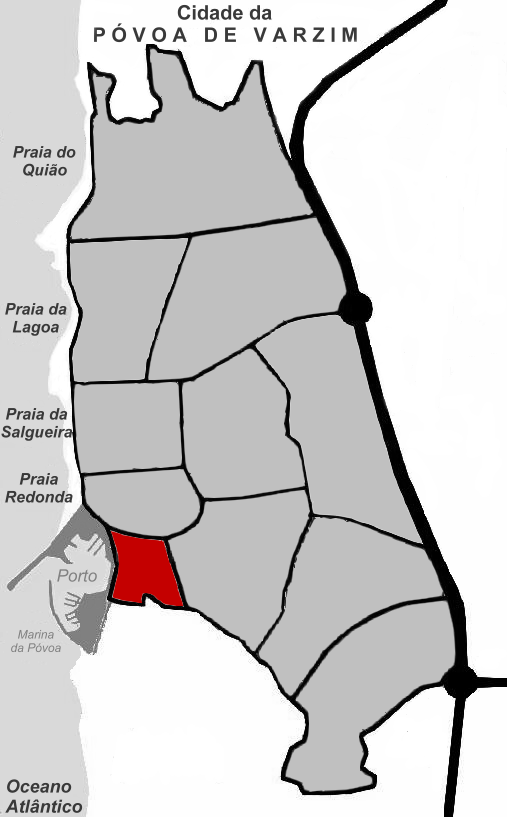
Bairro Sul mis en évidence dans la zone urbaine de Póvoa de Varzim

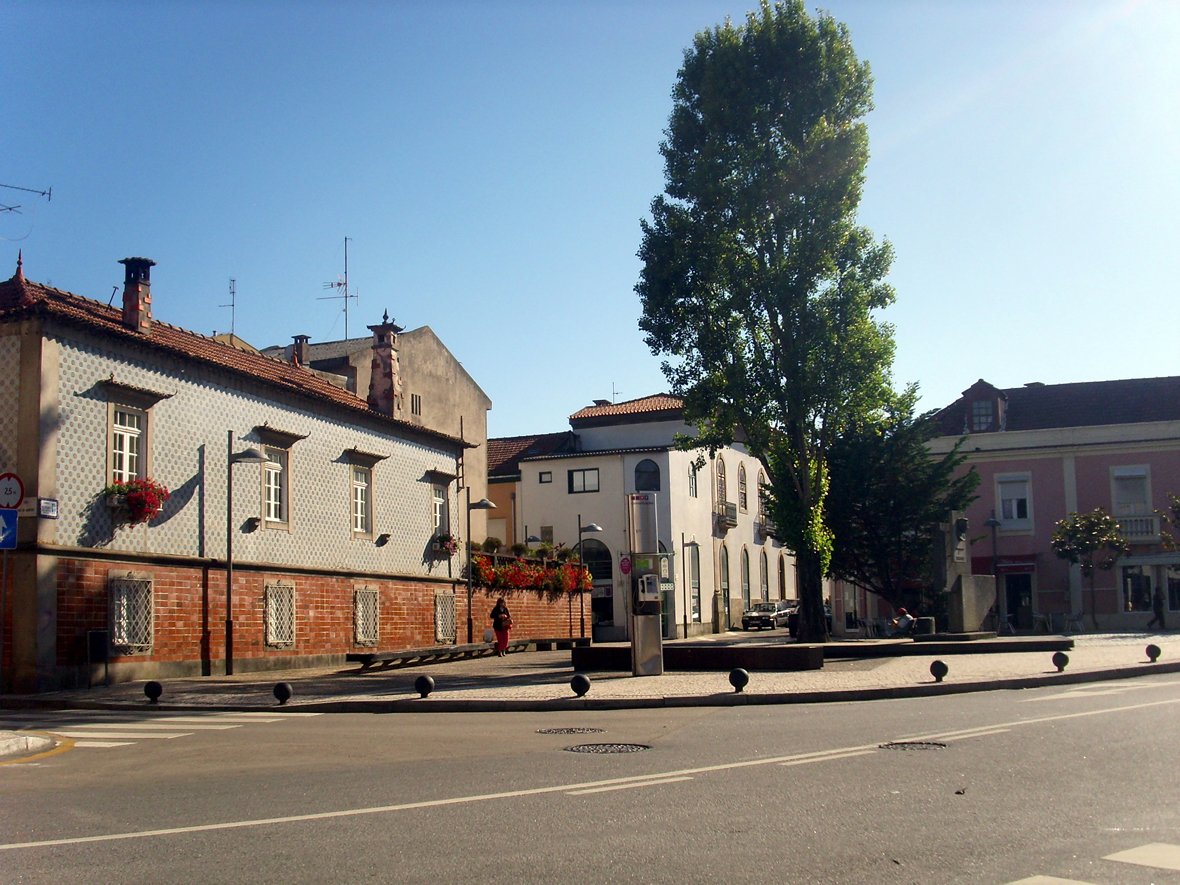
Place Elisio da Nova.

Ce quartier limite le nord avec la zone centrale, en amont par Matriz/Mariadeira, au sud par la ville de Vila do Conde, notamment les zones de croissances du Bairro Sul vers cette ville (Poça da Barca et Caxinas) avec lesquelles il partage des traits caractéristiques, à l'ouest se trouve l'océan Atlantique, avec le port de pêche de Póvoa do Varzim.
Le quartier est traversé par de petites rues quadrillées, formant des îlots rectangulaires. Certaines d'entre elles sont devenues piétonnes, notamment la rue 31 de Janeiro, rue commerçante du Bairro Sul. Il est bordé à l'ouest par l'avenue des Découvertes et la rue de Carvaneira, et à l'est par la rue Almirante Reus (route nationale 13). La Travessa da Poça da Barca et la rue do Século, entre autres des ruelles étroites qui traversent l'intérieur du quartier, relient ces rues. Les forgerons étaient regroupés dans la rue dos Ferreiros, tandis que la rue da Assunção était la rue centrale des poissonneries. Les charpentiers étaient concentrés dans la rue das Ribeiras.
Rues et places importantes du Bairro Sul : 
- Rua 31 de Janeiro — ancienne (Rua da) Areia, partie sud de la rue (Rua de) Poça da Barca
- Rua da Lapa — ancienne Rua Nova da Areia
- Rua dos Ferreiros — ancienne route
- Rua da Assunção
- Rua Trás-os-Quintais
- Rua da Cordoaria
- Rua da Caverneira
- Rua António da Silveira — ancienne rua da Bandeira
- Rua do Século
- Rua do Fieiro
- Largo António Nobre
- Largo Elísio da Nova — ancien Largo dos Correios
- Avenida dos Descobrimentos (avenue des Découvertes)

## Festivals et pèlerinages
Les Leões da Lapa Futebol Clube (Lions de Lapa football club) créé en 1962, est le club qui organise le raid du Bairro Sul, le club inclus également le ranch folklorique As Trincanas da Lapa.
Le quartier est desservi par la paroisse de Lapa, dont la patronne est Nossa Senhora da Assunção (Notre dame de Lapa), qui porte des robes de confréries aux couleurs vertes, adoptées comme couleurs du quartier, trouve son origine dans la confrérie de Nossa Senhora da Lapa, un refuge pour les marins fondé en 1761, qui a adopté le nom de confrérie de Nossa Senhora da Assunção (Notre Dame de l'Assomption) en 1791.
Plusieurs autres fêtes sont célébrées par la population, celles qui concernent davantage le quartier, mais qui sont avant tout des fêtes de village, sont les fêtes de Saint-Pierre du Bairro Sul qu'il organise avec les autres quartiers et la procession de Notre Dame de l'Assomption, en honneur de la patronne du Bairro Sul. Dans la paroisse de Lapa, mais également dans celle de Matriz, on y célèbre encore la Imaculada Conceição, patronne du quartier de Matriz, de Póvoa do Varzim et du Portugal, dont la procession a lieu la nuit du 7 dans la chapelle du Château de Póvoa (Forteresse Nossa Senhora da Conceição)